# Тишицька сільська рада
Тиши́цька сільська́ ра́да — колишній орган місцевого самоврядування в Березнівському районі Рівненської області. Адміністративний центр — село Тишиця.

## Загальні відомості
- Тишицька сільська рада утворена в 1939 році.
- Територія ради: 93,006 км²
- Населення ради: 3 844 особи (станом на 2001 рік)
- Територією ради протікає річка Случ.

## Населені пункти
Сільській раді підпорядковані населені пункти:
- с. Тишиця
- с. Богуші
- с. Князівка

## Склад ради
Рада складається з чотирнацяти депутатів та голови.
- Голова ради: Осійчук Олександр Іванович
- Секретар ради: Панасюк Тетяна Григорівна

### Керівний склад попередніх скликань
| ПІБ                        | Основні відомості                                  | Дата обрання | Дата звільнення |
| -------------------------- | -------------------------------------------------- | ------------ | --------------- |
| Осійчук Олександр Іванович | Сільський голова, 1972року народження, освіта вища | 25,10,2015р  |                 |
|                            |                                                    |              |                 |

Примітка: таблиця складена за даними сайту Верховної Ради України